# Tonye Jekiri
Tonye Frank Jekiri (* 23. Juli 1995 in Lagos) ist ein nigerianischer Basketballspieler.

## Werdegang
Jekiri spielte in seinem Heimatland zunächst Fußball, ehe er sich dem Basketballsport widmete. 2010 zog er in den US-Bundesstaat Florida. Als Schüler der Champagnat Catholic School gehörte er der Basketballmannschaft an, Jekiri erhielt Angebote mehrerer Universitäten, unter anderem von der University of Alabama sowie der Florida State University, und entschied sich für die University of Miami. Bis 2016 stand er für die Hochschulmannschaft der ersten NCAA-Division in 139 Begegnungen (5,5 Punkte, 6,6 Rebounds/Spiel) auf dem Feld.
Er begann seine Laufbahn als Berufsbasketballspieler beim türkischen Zweitligisten Bandirma Kirmazi. 2017/18 wurde er mit BC Ostende belgischer Meister, Pokalsieger und Supercup-Sieger. Mit 7,3 Rebounds je Begegnung war der Nigerianer in der Hauptrunde der belgischen Liga führend. Das Fachmedium eurobasket.com zeichnete ihn als besten Innenspieler der belgischen Liga der Saison 2017/18 aus. In der Saison 2018/19 erreichte Jekiri beim türkischen Erstligisten Gaziantepspor in 31 Ligaspielen mit 10,2 Rebounds einen noch höheren Mittelwert, des Weiteren erzielte er 12,8 Punkte je Begegnung.
Mit dem französischen Erstligisten ASVEL Lyon-Villeurbanne trat Jekiri erstmals in seiner Laufbahn in der EuroLeague an. Hernach stand er in der spanischen Liga ACB bei Saski Baskonia unter Vertrag, in der Sommerpause 2021 wurde der nigerianische Nationalspieler von der russischen Mannschaft Unics Kasan verpflichtet.
Ende Juni 2022 gab Fenerbahçe Istanbul Jekiris Verpflichtung bekannt. 2023 nahm er ein Angebot von PBK ZSKA Moskau an und wurde mit der Mannschaft 2024 und 2025 Meister der VTB-Liga.